# بزتخته (آلاداغ)
بزتخته (به ترکی استانبولی: Boztahta) یک منطقهٔ مسکونی در ترکیه است که در آلاداغ، آدانا واقع شده‌است.